# Lepthyphantes simiensis
Lepthyphantes simiensis är en spindelart som beskrevs av Robert Bosmans 1978. Lepthyphantes simiensis ingår i släktet Lepthyphantes och familjen täckvävarspindlar.
Artens utbredningsområde är Etiopien. Inga underarter finns listade i Catalogue of Life.